# Langues tomini-tolitoli
Les langues tomini-tolitoli sont un des sous-groupes de langues austronésiennes rattachées aux langues malayo-polynésiennes occidentales.
Ces langues sont parlées en Indonésie, sur l'île de Sulawesi.

## Classification
Les langues tomini-tolitoli, comme les autres groupes présents à Sulawesi, sont rattachées aux langues malayo-polynésiennes occidentales.

### Place dans le malayo-polynésien
Selon Adelaar, les langues tomini-tolitoli forment un des vingt-trois sous-groupes du malayo-polynésien occidental. Cependant, l'unité génétique du groupe n'a en fait jamais été prouvée, notamment la réalité du lien entre les langues tomini et les langues tolitoli.

### Liste des langues
Les langues du sous-groupe sont:
- langues tolitoli 
  - boano
  - totoli
- langues tomini 
  - groupe nord 
    - dondo
    - lauje
    - tomini

  - groupe sud 
    - balaesang
    - dampelas
    - pendau
    - taje
    - tajio

## Sources
- (en) Adelaar, Alexander, The Austronesian Languages of Asia and Madagascar: A Historical Perspective, The Austronesian Languages of Asia and Madagascar, pp. 1-42, Routledge Language Family Series, Londres, Routledge, 2005,  (ISBN 0-7007-1286-0)